# Азаря Поликаров
Азаря̀ Призенти Поликаров е български философ (философия на науката) и физик от еврейски произход.

## Биография

### Научна кариера
Завършва Московския държавен университет, но преди това вече е публикувал първите си работи по квантова механика още като ученик в гимназията. По същото време поддържа кореспонденция с Алберт Айнщайн.
По-късно се занимава с философия, логика и методология на познанието. Създава т.нар. дивергентно-конвергентен метод за решаване на научни проблеми.
Работи в Институт по философия и Центъра за научна информация с Централна библиотека на БАН, на който е бил и директор. През 1966 е избран за член-кореспондент, а от 1984 г. е академик в БАН.
От 1967 до 1970 г. е главен специалист по философия в централата на ЮНЕСКО в Париж.
В периода 1971 – 1973 г. работи в Университетите на Бостън и Питсбърг, САЩ като научен сътрудник.
Изнася лекции в университетите в Лайпциг и Берлин (1956 – 1962), в Славянския университет и в Нов български университет (след 1993).

### Политическа кариера
Развива обществена дейност като депутат в VII велико народно събрание (1990 – 1991) от Българската социалистическа партия.